# Anumeta arenosa
Anumeta arenosa är en fjärilsart som beskrevs av Brandt 1939. Anumeta arenosa ingår i släktet Anumeta och familjen nattflyn. Inga underarter finns listade i Catalogue of Life.